# Usole Syberyjskie
Usole Syberyjskie (ros. Усолье-Сибирское, Usolje-Sibirskoje) – miasto w obwodzie irkuckim Federacji Rosyjskiej, położone na lewym brzegu Angary ok. 70 km na północny zachód od Irkucka, przy linii kolei transsyberyjskiej i drodze federalnej R255 «Sybir». Ludność około 76 047 (2020).

## Historia
Założone w 1669 r. przy warzelni soli jako Usole. Od XIX w. było miejscem zesłań i katorgi, m.in. rosyjskich dekabrystów i eserów oraz polskich powstańców styczniowych. W latach 1947–1953 w mieście funkcjonował obóz pracy przymusowej.
W czasach ZSRR nastąpił rozwój przemysłu w mieście: w 1936 r. uruchomiono zakłady chemiczne, później wielokrotnie rozbudowywane, w 1945 r. fabrykę maszyn górniczych, powstały także zakłady farmaceutyczne, budownictwa chemicznego, zakład produkcji krzemu, cegielnia, browar i inne.
Kombinat chemiczny początkowo produkował płyn etylowy, w 1943 r. uruchomiono ewakuowaną z Krymu instalację do produkcji chloru i sody kaustycznej, w kolejnych latach rozszerzano produkcję o nadtlenek wodoru, tlen i azot (1961), polichlorek winylu (1963), lakiery i emalie (1964), karbid i acetylen (1966), kauczuk syntetyczny (1968), metylocelulozę (1969), podchloryn wapnia (1974), metaliczny wapń (1980) i sód (1983), żywice epoksydowe i produkty chemii gospodarczej.

## Przemysł
Po 2000 r. przemysł w Usolu podupadł, największe przedsiębiorstwo – zakłady chemiczne Usoljechimprom – stopniowo ograniczało produkcję aż do ogłoszenia bankructwa w 2017 r. Na terenie zakładu nadal składowane są odpady chemiczne, co może doprowadzić do katastrofy ekologicznej.
W związku z upadkiem Usoljechimpromu w mieście panuje wysokie bezrobocie. Nadal funkcjonują mniejsze zakłady:
- kopalnia soli należąca do koncernu Russol,
- fabryka maszyn górniczych Usolmasz,
- zakłady farmaceutyczne Usolje-sibirskij chimiko-farmacewticzeskij zawod,
- zakład produkcji monokryształów i liczników scyntylacyjnych Kristall.

### Likwidacja zagrożenia ekologicznego
W 2020 roku na polecenie prezydenta Rosji Władimira Putina podjęto działania w celu likwidacji Usoljechimpromu i rekultywacji terenu. Powołano grupę roboczą pod przewodnictwem wicepremier Wiktorii Abramczenko. Nadzór nad operacją powierzono przedsiębiorstwu państwowemu Fiedieralnyj ekologiczieskij opierator, które jest częścią koncernu Rosatom. Uruchomiono także siły Ministerstwa Obrony i Ministerstwa Sytuacji Nadzwyczajnych. W lutym 2020 r. ogrodzenie zostało naprawione, wprowadzona ochrona terenu siłami Rosyjskiej Gwardii Narodowej. Od sierpnia odpady były stopniowo inwentaryzowane i przetaczane do nowych, bezpiecznych zbiorników.
10 sierpnia do Usola przybyły pododdziały wojsk chemicznych, żandarmerii, Gwardii Narodowej oraz Ministerstwa Sytuacji Nadzwyczajnych, przywieziono sprzęt, m.in. mobilne stanowiska zwiadu chemicznego. Za pomocą wykrywaczy metalu odnaleziono zakopane pod ziemią cysterny z chemikaliami. Powołano sztab kryzysowy, zakłady odwiedził p.o. gubernatora obwodu irkuckiego Igor Kobziew. Dyrektor d.s. projektów ekologicznych Rosatomu Andriej Liebiediew ogłosił zakres najpilniejszych prac na lata 2020–2021: zburzenie i rekultywacja terenu zakładu produkcji sodu metodą elektrolizy rtęciowej, przetoczenie płynnych odpadów z rdzewiejących cystern do bezpiecznych zbiorników, zabezpieczenie odwiertów po wydobyciu solanki użytych później do głębinowego składowania odpadów oraz lokalizacja i zabezpieczenie podziemnego nagromadzenia produktów naftowych, zagrażającego wyciekiem do Angary. Rosatom ogłosił także, że po rekultywacji terenu zamierza zbudować na miejscu byłej fabryki chemicznej zakład przeróbki odpadów, w tym tych, które zostaną zabezpieczone na miejscu.
10 września rozpoczęto próbne przetaczanie chemikaliów z odkopanej cysterny nr 2, przetoczono 800 litrów. Odkopano i zabezpieczono przed wyciekami wszystkie cysterny, przygotowano likwidację dwóch najbardziej niebezpiecznych odwiertów głębinowego składowania odpadów. Do końca września udało się przetoczyć zawartość połowy cystern (ok. 18 tys. litrów) oraz rozpocząć rozbiórkę budynku zakładu elektrolizy.

## Transport

### Kolej
Przez Usole przebiega linia kolei transsyberyjskiej. W granicach miasta znajduje się stacja kolejowa Usolje-Sibirskoje, na której zatrzymują się pociągi dalekobieżne, oraz trzy przystanki obsługiwane przez pociągi podmiejskie: Zielionyj gorodok, Łużki i Maltinka.

### Transport drogowy
Usole leży przy drodze federalnej R255 «Sybir». Odległość wzdłuż drogi do stolicy obwodu, Irkucka, wynosi ok. 85 km. Kursuje wiele linii autobusowych, zarówno publicznych, jak i prywatnych.

### Miejski transport publiczny
W mieście działają trzy linie autobusowe (nr 1, 2 i 5) oraz cztery tramwajowe (nr 1, 2, 3 i 4). Transport jest obsługiwany przez miejską jednostkę budżetową Elektroawtotrans.

## Zdrowie
W mieście funkcjonuje uzdrowisko Usole założone w 1848 r. Specjalizuje się w leczeniu chorób narządu ruchu, układu pokarmowego i obwodowego układu nerwowego. Do zabiegów wykorzystywane są usolskie solanki i siarkowe wody mineralne oraz błoto iłowe.

## Religia

### Prawosławie
- Сerkiew Św. Mikołaja
- Cerkiew Przemienienia Pańskiego

### Katolicyzm
- Parafia Św. Rafała Kalinowskiego (posługują ojcowie karmelici)
- Dom zakonny karmelitów bosych
- Klasztor sióstr karmelitanek bosych
- Dom zakonny sióstr albertynek

### Islam
- Meczet

## W kulturze
- Film dokumentalny Syberyjska lekcja w reż. Wojciecha Staronia opowiada o życiu w tym mieście[19].